# Anne Grapin-Botton
Anne Grapin-Botton (* 1. Juli 1967 in La Rochelle) ist eine französische Biologin und Direktorin am Max-Planck-Institut für molekulare Zellbiologie und Genetik in Dresden.

## Leben
Grapin-Botton studierte Biologie an der UPMC Universität Pierre und Marie Curie (Paris VI) und schloss 1991 ihr Studium im Bereich Molekular- und Zellpharmakologie ab. 1995 promovierte sie dort mit dem Forschungsschwerpunkt Gehirnentwicklung. Danach arbeitete sie als Postdoktorandin an der Harvard University. 2001 wurde sie Forschungsgruppenleiterin der Gruppe für Pankreasentwicklung und Krebs am ISREC (Schweizerisches Institut für experimentelle Krebsforschung) und danach an der Ecole Polytechnique Fédérale de Lausanne in der Schweiz. Im Jahr 2012 wechselte sie an das Danish Stem Cell Center der Universität Kopenhagen als Professorin für Entwicklungsbiologie. Seit August 2018 ist sie Direktorin am Max-Planck-Institut für molekulare Zellbiologie und Genetik. Grapin-Botton erhielt mehrere Auszeichnungen und Stipendien, darunter ein Human Frontiers Science Program (HFSP) Long Term Fellowship. 2023 wurde sie zum Mitglied der European Molecular Biology Organization gewählt.

## Wirken
Grapin-Botton ist eine renommierte Expertin für Entwicklungs- und Stammzellbiologie. Sie leistete Pionierarbeit bei der Kultivierung menschlicher und aus embryonalen Stammzellen gewonnener Vorläuferzellen der Bauchspeicheldrüse in Organoiden, sogenannte Miniatur-Organe, die im Labor gezüchtet werden.  Der Schwerpunkt ihrer Arbeit nimmt die Pankreas-Forschung ein. In Dresden wird Grapin-Botton mit ihrer Arbeitsgruppe erforschen, auf welche Art und Weise einzelne Zellen in einer Gruppe zusammenwirken, um ein Organ zu bilden. Konkret untersuchen Grapin-Botton und ihre Forschungsgruppe den Einfluss der Zell- und Organarchitektur auf die Entscheidungen von Vorläuferzellen spezielle Zelltypen zu bilden, wie zum Beispiel eine Zelle der Bauchspeicheldrüse oder eine Darmzelle. Die Forscher gehen auch der Frage nach, wie einzelne Zellen in einer Gemeinschaft agieren, um ein Organ zu formen.

## Schriften
- Larsen, Hjalte L., Laura Martín-Coll, Alexander V. Nielsen, Chris V.E. Wright, Ala Trusina, Yung Hae Kim & Anne Grapin-Botton (2017) Stochastic priming and spatial cues orchestrate heterogeneous clonal contribution to mouse pancreas organogenesis. Nat Commun., 8(1):605. doi:10.1038/s41467-017-00258-4.
- Petersen, Maja B.K., Ajuna Azad, Camilla Ingvorsen, Katia Hess, Matthias Hansson, Anne Grapin-Botton & Christian Honoré (2017) Single-Cell Gene Expression Analysis of a Human ESC Model of Pancreatic Endocrine Development Reveals Different Paths to β-Cell Differentiation. Stem Cell Reports. 9(4):1246–1261. doi:10.1016/j.stemcr.2017.08.009.
- Kim, Yung Hae, Hjalte List Larsen, Paul Rue, Laurence A. Lemaire, Jorge Ferrer & Anne Grapin-Botton (2015). Cell cycle-dependent differentiation dynamics balances growth and endocrine differentiation in the pancreas. PLoS Biology, 13(3), e1002111, doi:10.1371/journal.pbio.1002111.
- Greggio, Chiara, Filippo De Franceschi, Manuel Figueiredo-Larsen, Samy Gobaa, Adrian Ranga, Henrik Semb, Matthias Lutolf & Anne Grapin-Botton (2013). Artificial three-dimensional niches deconstruct pancreas development in vitro. Development, 140(21), 4452–4462, doi:10.1242/dev.096628.
- Cortijo, Cedric, Mathieu Gouzi, Fadel Tissir & Anne Grapin-Botton (2012). Planar Cell Polarity Controls Pancreatic Beta Cell Differentiation and Glucose Homeostasis. Cell Reports, 2(6), 1593–1606, doi:10.1016/j.celrep.2012.10.016.
- Johansson, Kerstin A., Umut Dursun, Nathalie Jordan, Guoqiang Gu, Friedrich Beermann, Gérard Gradwohl & Anne Grapin-Botton (2007). Temporal Control of Neurogenin3 Activity in Pancreas Progenitors Reveals Competence Windows for the Generation of Different Endocrine Cell Types. Developmental Cell, 12(3), 457–465, doi:10.1016/j.devcel.2007.02.010.